# Tolpatsch und Xanthippe
Tolpatsch und Xanthippe ist ein einfaches Würfelspiel mit zwei Würfeln für beliebig viele Mitspieler.

## Spielweise

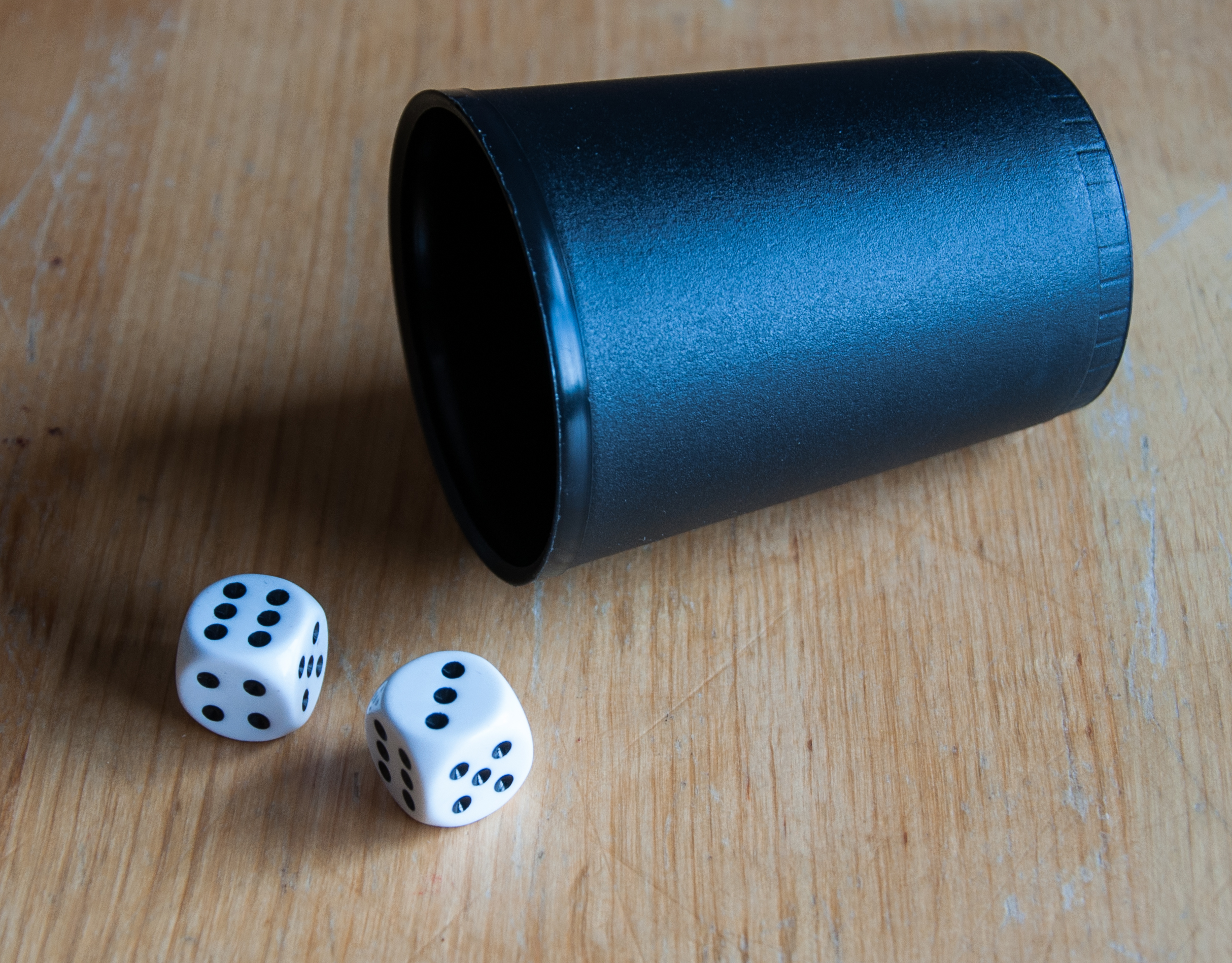
Tolpatsch und Xanthippe wird mit zwei Würfeln gespielt.

Beim Tolpatsch und Xanthippe handelt es sich um ein Spiel, bei dem ein Tolpatsch und eine Xanthippe ausgewürfelt wird. Beim Tolpatsch würfelt dabei jeder Spieler mit zwei Würfeln je so lange, bis er einen Pasch wirft. Bei der Xanthippe muss ebenfalls mit zwei Würfeln eine Sieben gewürfelt werden. Der Spieler, der jeweils die meisten Würfe braucht, hat verloren und wird entweder als „Tolpatsch“ oder als „Xanthippe“ bezeichnet.

## Belege
1. ↑  „Tolpatsch und Xanthippe“ In: Friedrich Pruss: Würfelspiele. Falken Verlag, Niedernhausen 1998; S. 15. ISBN 3-635-60129-2.
2. ↑  „Tolpatsch und Xanthippe“ In: Erhard Gorys: Das Buch der Spiele. Manfred Pawlak Verlagsgesellschaft, Herrsching o. J.; S. 407.